# Championnat de Belgique de hockey sur glace 1913-1914
Saison précédente Saison suivante
La saison 1913-1914 fut la 3e saison du championnat de Belgique de hockey sur glace.

## Équipes engagées
| Club                            | Ville     | Première participation | Division |
| ------------------------------- | --------- | ---------------------- | -------- |
| Club des Patineurs d'Anvers     | Anvers    | 1913                   | D1       |
| Brussels IHSC                   | Bruxelles | 1911                   | D1 et D2 |
| Club des Patineurs de Bruxelles | Bruxelles | 1911                   | D1 et D2 |
| Liège Ice Hockey Club           | Liège     | 1913                   | D2       |

| Liège Bruxelles Anvers |

## Division I

### Résultats
| Résultats (dom.\ext.)                                              | CPA   | CPB  | BIH  |
| CP Anvers                                                          |       | 2-16 | 0-10 |
| CP Bruxelles                                                       | 14-1  |      | 2-3  |
| Brussels IHSC                                                      | 5-0 f | 1-5  |      |
| - Victoire à domicile - Victoire à l'extérieur - Match non disputé |       |      |      |

Pr : Prolongation    -    TF : Tirs de fusillade    -    f : Victoire par forfait

### Classement
| Clt   | Équipe        | PJ | V | D | N | BP | BC | Pts |
| ----- | ------------- | -- | - | - | - | -- | -- | --- |
| +001, | CP Bruxelles  | 4  | 3 | 1 | 0 | 36 | 7  | 6   |
| +002, | Brussels IHSC | 4  | 3 | 1 | 0 | 19 | 7  | 6   |
| +003, | CP Anvers     | 4  | 0 | 4 | 0 | 3  | 45 | 0   |

- Qualifié pour la finale

### Finale
|  | Club des Patineurs de Bruxelles | 4-3 | Brussels IHSC | Bruxelles |

## Division II

### Classement
| Clt   | Équipe           | PJ | V | D | N | BP | BC | Pts |
| ----- | ---------------- | -- | - | - | - | -- | -- | --- |
| +001, | CP Bruxelles II  | 2  | 1 | 1 | 0 | 16 | 14 | 5   |
| +002, | Brussels IHSC II | 4  | 1 | 1 | 2 | 11 | 12 | 4   |
| +003, | Liège IHC        | 4  | 1 | 2 | 1 | 7  | 8  | 3   |

- Qualifié pour la finale

### Finale
|  | Club des Patineurs de Bruxelles II | 3-2 | Brussels IHSC II | Bruxelles |